# 宮沢才吉
宮沢 才吉（みやざわ さいきち、1892年（明治25年）5月15日 - 1956年（昭和31年）5月11日）は、日本の政治家。衆議院議員。

## 来歴
長野県小県郡祢津村（現東御市）生まれ。大正8年（1919年）村収入役となり、学校移転問題で村政が紛糾する中、同14年（1925年）村長に推挙されて解決し、昭和10年（1935年）長野県会議員を戦時特例で村長と兼任した。昭和21年（1946年）第22回衆議院議員総選挙に当選、翌年（1947年）公職追放された。